# Fury and Hecla Strait
De Fury and Hecla Strait is een smalle (2 tot 20 kilometer breed) Arctische zeestraat in de regio Qikiqtaaluk van Nunavut in Canada aan de rand van het gebied van de Canadese Arctische Eilanden.

## Geografie
Gelegen tussen Baffineiland in het noorden en het Melville-schiereiland in het zuiden, verbindt de zeestraat het Foxebekken in het oosten met de Golf van Boothia in het westen. Verschillende eilanden bevinden zich in de zeestraat, waarvan Saglirjuaq, Simialuk en Saglaarjuk de grootste zijn.
De zeestroom in de zeestraat is soms westelijk en soms oostelijk: er zijn dag- en halfdagcomponenten in de stroming en getijden- en subtidale effecten spelen ook een rol. Bij een westwaartse stroming zorgt de zeestraat voor de afwatering van de Hudsonbaai naar de Noordelijke IJszee via het Foxebekken. Bij een oostelijke stroming wordt de uitstroom van water uit de Noordelijke IJszee naar de Hudsonbaai en de Straat Hudson vervoerd en voedt dat de Hudsonbaaistroom.

## Geschiedenis van verkenning
De zeestraat is vernoemd naar de schepen HMS Fury en HMS Hecla van de Royal Navy, die de zeestraat in 1822 tegenkwamen tijdens een expeditie onder leiding van Sir William Edward Parry. Beide schepen kwamen in oktober 1821 vast te zitten in het ijs en bleven acht maanden onbeweeglijk. Gedurende deze tijd hoorde de expeditie van de inheemse Inuit over de zeestraat. Twee mannen van de expeditie vertrokken met vier Inuit op slee om de zeestraat te beoordelen. Kapitein Parry zou later nog een reis naar de zeestraat begeleiden.
In 1948 slaagden de ijsbrekers USS Edisto en USCGC Eastwind erin de zeestraat van oost naar west over te steken en de HMCS Labrador slaagde er in 1956 in de zeestraat van west naar oost over te steken.
In augustus 2016 werden David Scott Cowper en zoon, Freddy Cowper, aan boord van de M/V Polar Bound het eerste schip dat zeestraat van oost naar west doorkruiste tijdens hun succesvolle Route-7 West Noordwestelijke Doorvaart.

## Flora en fauna
De zeestraat ligt in de overgang tussen de mariene ecoregio Hudson Complex en de mariene ecoregio Lancasterzeestraat.